# جزیره بلیچی
جزیره بلیچی (انگلیسی: Belichy Island) یک جزیره در سرزمین خاباروفسک کشور روسیه است.